# Cochemiea multidigitata
Cochemiea multidigitata ist eine Pflanzenart aus der Gattung Cochemiea in der Familie der Kakteengewächse (Cactaceae). Das Artepitheton multidigitata leitet sich von den lateinischen Worten multi- für ‚viele‘ sowie digitatus für ‚Finger‘ ab und verweist auf die Wuchsform der Art.

## Beschreibung
Cochemiea multidigitata wächst reichlich sprossend und bildet dabei große Gruppen aus über hundert einzelnen Körpern. Die zylindrisch geformten, grünen Triebe werden 5 bis 20 Zentimeter hoch und 2 bis 5 Zentimeter im Durchmesser groß. Die stumpfen Warzen führen keinen Milchsaft. Die Axillen sind mit etwas Wolle besetzt. Die 4 Mitteldornen sind gerade, oder manchmal einer gehakt, nadelig, weiß mit brauner Spitze und bis zu 8 Millimeter lang. Die 15 bis 25 ausgebreiteten Randdornen sind weiß und 6 bis 8 Millimeter lang.
Die Blüten sind weiß bis cremefarben und bis zu 1,5 Zentimeter lang. Die keuligen Früchte sind rot. Sie sind bis zu 1,5 Zentimeter lang und enthalten braune Samen.

## Verbreitung, Systematik und Gefährdung
Cochemiea multidigitata ist im mexikanischen Bundesstaat Sonora auf der Insel San Pedro Nolasco im Golf von Kalifornien verbreitet.
Die Erstbeschreibung als Mammillaria multidigitata erfolgte 1947 durch George Edmund Lindsay. Peter B. Breslin und Lucas C. Majure stellten die Art 2021 in die Gattung Cochemiea. Weitere nomenklatorische Synonyme sind Neomammillaria multidigitata (Radley ex G.E.Linds.) Y.Itô (1981), Mammillaria dioica var. multidigitata (Radley ex G.E.Linds.) Neutel. (1986) und Bartschella multidigitata (Radley ex G.E.Linds.) Doweld (2000).
In der Roten Liste gefährdeter Arten der IUCN wird die Art als „Vulnerable (VU)“, d. h. als gefährdet geführt.

## Nachweise